# Episodi di New Tricks - Nuove tracce per vecchie volpi (decima stagione)
La decima stagione di New Tricks - Nuove tracce per vecchie volpi è composta da 10 episodi.
| nº | Titolo originale           | Titolo italiano | Prima TV UK       | Prima TV Italia |
| -- | -------------------------- | --------------- | ----------------- | --------------- |
| 1  | The Rock: Part One         |                 | 30 luglio 2013    |                 |
| 2  | The Rock: Part Two         |                 | 6 agosto 2013     |                 |
| 3  | The Sins of the Father     |                 | 13 agosto 2013    |                 |
| 4  | The Little Brother         |                 | 20 agosto 2013    |                 |
| 5  | Cry Me a River             |                 | 27 agosto 2013    |                 |
| 6  | Into the Woods             |                 | 3 settembre 2013  |                 |
| 7  | Things Can Only Get Better |                 | 10 settembre 2013 |                 |
| 8  | The One That Got Away      |                 | 17 settembre 2013 |                 |
| 9  | Roots                      |                 | 24 settembre 2013 |                 |
| 10 | Wild Justice               |                 | 1 ottobre 2013    |                 |